# Az ember a rács mögött
Az ember a rács mögött (eredeti cím: Inside Man) 2022-es dráma-thriller televíziós sorozat, amelyet Steven Moffat alkotott. A főszerepben David Tennant, Stanley Tucci, Dolly Wells és Lydia West látható.
A négy epizódból álló sorozat premierje 2022. szeptember 26-án volt a BBC One-on, a Netflixen pedig 2022. október 31-én jelent meg.

## Cselekmény
Egy amerikai halálraítélt és egy fogva tartott brit nő útjai a legváratlanabb módon keresztezik egymást.

## Szereplők
| Szerep           | Színész         | Magyar hang         |
| ---------------- | --------------- | ------------------- |
| Harry Watling    | David Tennant   | Rajkai Zoltán       |
| Jefferson Grieff | Stanley Tucci   | Csankó Zoltán       |
| Janice Fife      | Dolly Wells     | Ligeti Kovács Judit |
| Beth Davenport   | Lydia West      | Dobó Enikő          |
| Casey            | Dylan Baker     | Rosta Sándor        |
| Dillon Kempton   | Atkins Estimond | Elek Ferenc         |
| Mary Watling     | Lyndsey Marshal | Majsai-Nyilas Tünde |
| Ben Watling      | Louis Oliver    | Nagy Gereben        |
| Keith            | Eke Chukwu      | Pál Tamás           |

## A sorozat készítése
A forgatási helyszínek között szerepelt a farnhami Szent András-templom, a Godalmingi vasútállomás, a wokinghami Broad Street és a Fleet-i Welcome Break Fleet Services.

## További információ
- Az ember a rács mögött az Internet Movie Database-ben (angolul)
- Az ember a rács mögött a Rotten Tomatoeson (angolul)
- Az ember a rács mögött a Box Office Mojón (angolul)
- Az ember a rács mögött - www.netflix.com